# 22e arrondissement de Budapest
Le 22e arrondissement de Budapest (hongrois : Budapest XXII. kerülete ou Budafok–Tétény) est un arrondissement de Budapest, capitale de la Hongrie. L'arrondissement a été créé en 1950 par fusion des localités de Budafok, Budatétény et Nagytétény du comitat de Pest-Pilis-Solt-Kiskun.

## Localisation
Le 22e arrondissement est situé au sud de Budapest.

## Quartiers
L'arrondissement contient les quartiers suivants :
- Baross Gábor-telep
- Budafok
- Budatétény
- Nagytétény